# St. Johannes der Täufer (Johannrettenbach)

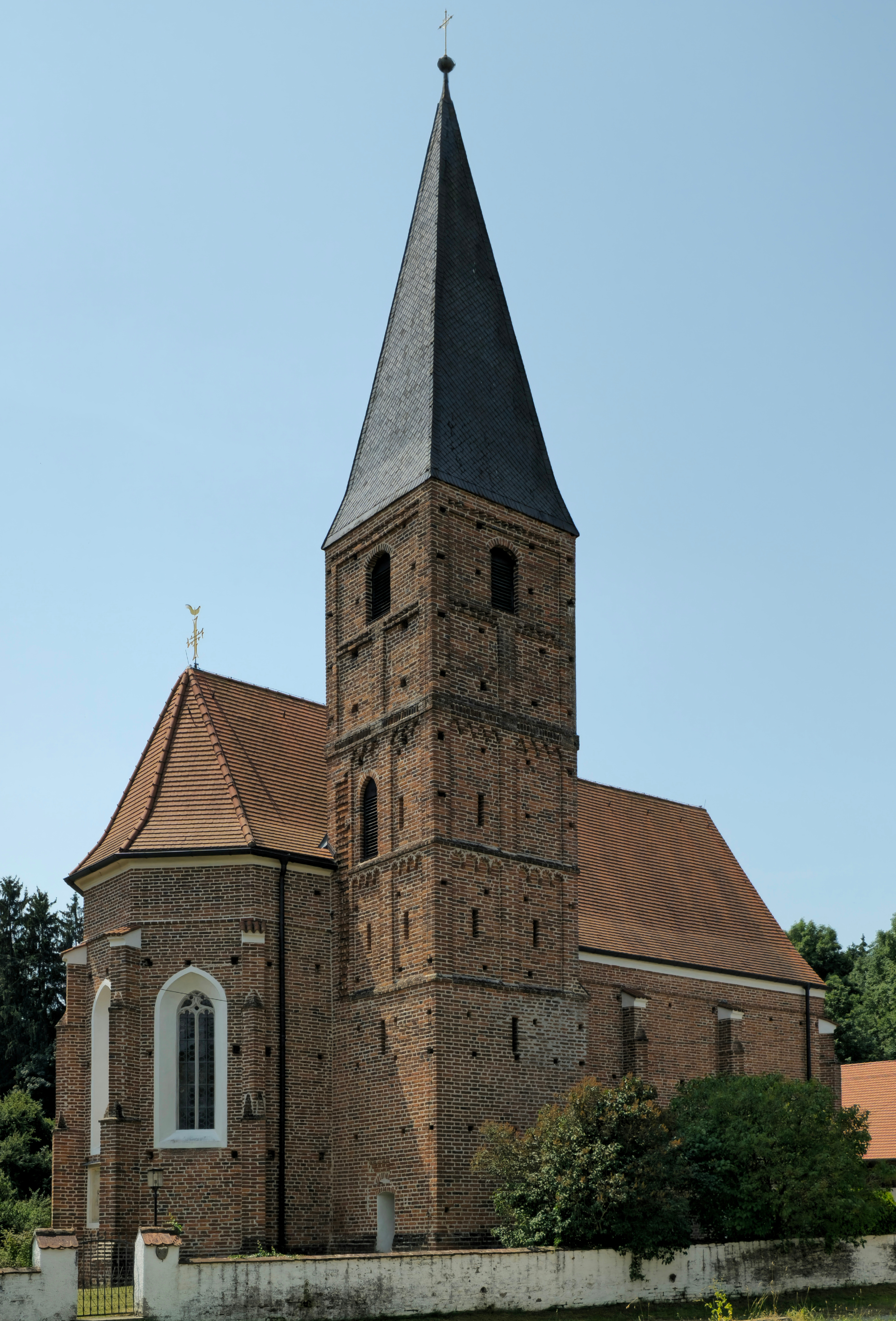
St. Johannes der Täufer in Johannrettenbach

Die römisch-katholische Filialkirche St. Johannes der Täufer steht in Johannrettenbach, einem Gemeindeteil von Taufkirchen im oberbayerischen Landkreis Erding. Das Bauwerk ist in der Liste der Baudenkmäler in Taufkirchen als Baudenkmal unter der Nr. D-1-77-139-29 eingetragen. Die Kirche gehört zum Pfarrverband Taufkirchen (Vils) im Dekanat Erding des Erzbistums München und Freising.

## Beschreibung
Die von Strebepfeilern gestützte Saalkirche wurde 1505 aus unverputzten Backsteinen erbaut. Sie besteht aus dem Langhaus, dem eingezogenen Chor mit Fünfachtelschluss im Osten und dem Chorflankenturm. Der Turm steht auf quadratischem Grundriss an der Nordwand des Chors. Seine unteren Geschosse stammen aus der zweiten Hälfte des 14. Jahrhunderts; ein hohes Pyramidendach wurde im 19. Jahrhundert aufgesetzt. Unterhalb der Dachtraufe ist er mit einem Fries, einem sogenannten Deutschen Band, verziert. Die Sakristei befindet sich an der Südwand des Chors, ein Vorbau mit dem Portal an der Südwand des Langhauses. 
Drei barocke Altäre und die Kanzel, an deren Brüstung die vier Evangelisten dargestellt sind, wurden um 1690 geschaffen. Der Hochaltar mit einer Skulptur Johannes des Täufers wird von Statuen des Evangelisten Johannes und des Antonius von Padua flankiert.